# Monte Shelton
Il Monte Shelton (in lingua inglese: Mount Shelton) è una montagna antartica, alta 2.485 m, situata subito a ovest della porzione superiore del Ghiacciaio Rastorfer, nel settore centro-orientale del Homerun Range, nei Monti dell'Ammiragliato, in Antartide. 
Il monte è stato mappato dall' United States Geological Survey (USGS) sulla base di rilevazioni e foto aeree scattate dalla U.S. Navy nel periodo 1960-63.
La denominazione è stata assegnata dall' Advisory Committee on Antarctic Names (US-ACAN) in onore di John E. Shelton, meteorologo dell'United States Antarctic Research Program (USARP) presso la stazione di Capo Hallett nel 1964-65.